# 薪酬制度
薪酬制度為企業所制定、給予員工報酬標準的制度。薪酬設計與管理是人力資源管理工作中非常重要的一部分，它以員工勞動的複雜程度、熟練程度、勞動強度和責任作為基準，按員工實際完成的勞動定額、工作時間或勞動消耗而給付勞動薪酬。通用的薪酬制度包含薪酬管理的原則、薪酬結構、薪酬等級、薪酬考核、薪酬發放、薪酬調整、福利管理等與薪酬管理有關的具體內容。實務上，薪酬制度的核心為工資制度。
薪酬制度的制定會考量公平性、競爭性、激勵性、經濟性及合法性等；而設計步驟則包含確立企業薪酬策略、工作分析、工作評價、薪酬調查、薪酬結構設計、薪酬分级和定薪、薪酬制度的執行、控制及調整等。

## 薪酬
薪酬，也可稱為報酬，為員工在僱傭關係中為工作所獲得的報償。薪酬的包括經濟性和非經濟性兩方面。其中經濟性的報酬又分為基本薪資、津貼、獎金和福利，非經濟性的報酬則包含地位、工作環境、對工作的選擇權、參與決策程度和培訓機會等。

## 制度設計
薪酬設計與管理是人力資源管理工作中極為重要的一部分，而薪酬制度為企業制定給予報酬標準的制度。它以員工勞動的複雜程度、熟練程度、勞動強度和責任作為基準，按員工實際完成的勞動定額、工作時間或勞動消耗而給付勞動薪酬。通用的薪酬制度包含薪酬管理的原則、薪酬結構、薪酬等級、薪酬考核、薪酬發放、薪酬調整、福利管理等關於薪酬管理的具體內容。它可以是一個綜合的制度，也可拆分為不同的子制度。更細還可分為不同崗位的薪酬管理制度等。實務上，薪酬制度的核心是工資制度:272。

### 考慮面向
薪酬制度的設計通常希望達成、也被要求擁有以下特性：:251-253
- 公平性

員工發放薪酬的標準是否公平。其層次又分為外部公平性、內部公平性與個人公平性。外部公平性是指，同一行業或地區員工、同等規模的不同企業中，類似的職位薪酬應該要差不多；內部公平性指，同一企業中不同職位所得薪酬和各自的貢獻應成正比；個人公平性則指同企業、職位的人之間獲得薪酬的比較。
- 競爭性

企業在人才市場中的薪酬標準須有足夠吸引力才招得到並留得住人才。至於需設定在市場價格的哪一區段，則須視企業經濟能力、所需人才而定。
- 激勵性

企業內部各級職位的薪酬應有適當的差距，真實反映員工貢獻，才能激勵優秀員工充分發揮才能。
- 經濟性

薪酬設計也需考慮到企業的成本。提高薪酬水平可提高競爭性及激勵性，然而也會提高人工成本。考慮人工成本時，不但需看薪酬水平，還需考慮員工績效的品質。
- 合法性

企業的薪酬設計應符合國家及地區法律（如最低要求的基本工資）、保障員工生存，體現對員工的尊重並避免歧視。

### 設計方法
薪酬制度的設計主要分為以下七個步驟：:253-255
- 確立企業薪酬策略

此為設計的第一步驟，也是設計的前提。薪酬策略為薪酬管理體系設計與實施方向的指引，透過制定和實施合適薪酬策略，企業可以向員工清楚傳達薪酬激勵的方向。設計時需考慮企業的類型、發展階段、企業整體策略、業務情況、所處發展階段、人力資源策略、企業管理哲學、企業的文化等。薪酬策略包含薪酬水平、薪酬標準、薪酬結構、薪酬制度、薪酬管理權限等。
- 工作分析

工作分析為薪酬制度設計的基礎工作，必須先進行工作分析，才能展開後需的工作評價及薪酬結構設計。工作分析主要內容包含：釐清企業整體經營目標、業務模式、工作流程；明確劃分部門職責和工作；調查並分析職位職責；編寫職位說明書。簡而言之，工作分析即是全面收集工作訊息的管理過程。
- 工作評價

工作評價為決定企業內部各職位相對價值的過程。工作評價以工作分析為基礎，根據其形成的說明書對職位進行多角度分析與評價（參考工作的技能要求、努力程度要求、職務責任和工作環境等），並綜合後者的職位評價結果，形成職位的序列和等級。進行工作評價是為了確保企業內部薪酬的公平性，確保薪酬對不同職責及任職條件等有所分別。
- 薪酬調查

薪酬調查可分為內部薪酬調查及外部薪酬調查：內部薪酬調查為指企業為了解員工對薪酬的滿意度、對薪酬的期望以及對企業薪酬管理制度的意見、建議等而進行的調查。該調查通常由企業管理者提出，或由人力資源管理部門定期按規定執行。執行週期通常為一年一次，若有特殊情況也可能縮短週期；外部調查則為對地區或行業、主要競爭對手薪酬情況的調查。內部薪酬調查可與外部薪酬調查結果結合，驗證市場薪酬變化對企業薪酬水平的影響，預測企業人才與核心人才的流動。
- 薪酬結構設計

薪酬結構為一企業中各職位的相對價值及其對應實際薪酬間的關係。此關係常以「薪酬結構線」表示，其橫坐標為表示工作評價相對價值的分數，縱座標為實際給付薪酬。「薪酬結構線」可以用來確保內部公平性，也就是確保貢獻及薪酬的關係維持正比。
- 薪酬分级和定薪

企業根據工作評價確定的薪酬結構線，將不同類型的薪酬歸類為幾個等級，從而確定企業內每一職位具體的薪酬範圍，確保內部公平性。並結合各人情況調整薪酬，即同等級內不同人員的薪酬水平差異，最終訂出每個人的薪酬。
- 薪酬制度的執行、控制及調整

制度建立後，仍須長期關注其運作，對其進行適當的控制及管理，使制度發揮應有的功能。

## 備註
1. ↑  或稱物質與精神兩層面[1]
2. ↑  又稱內部薪酬滿意度[5]:254